# Henry Williamson
Henry William Williamson född 1 december 1895 i Brockley, död 13 augusti 1977, var en brittisk författare känd för sina naturhistoriska och socialhistoriska romaner. Hans erfarenheter från första världskriget gjorde att han under mellankrigstiden började sympatisera med nazism och fascism och han hölls fängslad en kortare tid under andra världskriget.

## Biografi
Williamson föddes i Brockley, i sydöstra London, och studerade vid Colfe's School.  
I januari 1914 värvades han till London Rifle Brigade och efter att första världskriget brutit ut mobiliserades han den 5 augusti. Vapenvilan julen 1914 påverkade honom kraftigt. Han blev upprörd av krigets meningslöshet och var arg över penninglystnaden och trångsyntheten han ansåg orsakade det. Han blev övertygad om att Tyskland och Storbritannien aldrig skulle gå in i ett krig igen. Han ingick i Machine Gun Corps och blev befordrad till löjtnant och från 1917 knöts han till Bedfordshire Regiment.
Han berättade om sina krigserfarenheter i The Wet Flanders Plain (1929), The Patriot's Progress (1930) och i många av sina böcker i den delvis självbiografiska serien A Chronicle of Ancient Sunlight (1951-1969) i 15 volymer. 
Efter kriget läste han Richard Jefferies bok The Story of My Heart. Denna inspirerade honom till att börja skriva på allvar. 1921 flyttade han till Georgeham, Devon. Han gifte sig med Ida Loetitia Hibbert 1925. Tillsammans fick de sex barn. 
1927 gav Williamson ut sin mest hyllade bok, Tarka the Otter. Boken vann Hawthornden Prize. Den var också inkörsporten till en långvarig vänskap med Lawrence av Arabien. 
1935 besökte Williamson Nationalsocialistiska tyska arbetarepartiets kongress i Nürnberg och blev imponerad, speciellt av Hitlerjugend. Han gick därefter med i Oswald Mosleys British Union of Fascists 1937.
1936 köpte han en gård i Stiffkey, Norfolk. The Story of a Norfolk Farm (1941) handlar om hans första år där.
Vid andra världskrigets utbrott hölls Williamson fängslad under en kort period på grund av sina välkända politiska åsikter. Efter kriget lämnade familjen gården. 1946 bodde Williamson ensam i North Devon, där han byggde ett litet hus där han kunde sitta och skriva. 1947 skiljde han sig från Loetitia.
Williamson förälskade sig i en ung lärare, Christine Duffield och de gifte sig 1949. Han började skriva sin stora serie på femton romaner som tillsammans är kända som A Chronicle of Ancient Sunlight. 1950, det år då hans enda barn i detta äktenskap Harry Williamson föddes, var han redaktör för en samling med lyrik och noveller av James Farrar, en lovande ung poet som hade avlidit i andra världskriget vid 20 års ålder. Mellan åren 1951-1969 skrev Williamson nästan en roman per år, samtidigt som han regelbundet bidrog till Sunday Express och The European, ett magasin som gavs ut av Diana Mosley. 1968 skilde han sig åter efter att han och hans maka levt separerade i flera år.
1974 började han att arbeta på ett filmmanuskript baserat på Tarka the Otter. Filmatiseringen, berättad av Peter Ustinov, släpptes 1979. 
1980 bildades Henry Williamson-sällskapet.

### Utgivet på svenska
- Uttern Tarka 1932
- Laxen Salar och hans upplevelser i havets och flodernas sällsamma värld 1937
- Floden med det klara vattnet 1959

## Priser och utmärkelser
- Hawthornden Prize 1927 för Tarka the otter